# Dwangarbeid
Dwangarbeid is arbeid die mensen verrichten onder bedreiging van straf, tegen hun wil. Deze definitie is in 1930 vastgelegd door de Internationale Arbeidsorganisatie (ILO). Hierbij werd tevens vastgelegd dat militaire dienstplicht en werk tijdens detentie niet onder dit begrip vallen. Binnen Europa is een verbod op dwangarbeid opgenomen in artikel 4 van het Europees Verdrag tot bescherming van de rechten van de mens en de fundamentele vrijheden. In Nederland is het verbod op dwangarbeid vastgelegd in artikel 19 van de Grondwet.
Volgens het  Europees Verdrag voor de Rechten van de Mens worden volgende zaken niet als “dwangarbeid of verplichte arbeid“ in de zin van dit artikel beschouwd:
(a) elk werk dat gewoonlijk wordt vereist van iemand die is gedetineerd overeenkomstig de bepalingen van artikel5 van dit Verdrag, of gedurende zijn voorwaardelijke invrijheidstelling;
(b) elke dienst van militaire aard of, in het geval van gewetensbezwaarden in landen waarin hun gewetensbezwaren worden erkend, diensten die gevorderd worden in plaats van de verplichte militaire dienst; 
(c) elke dienst die wordt gevorderd in het geval van een noodtoestand of ramp die het leven of het welzijn van de gemeenschap bedreigt;
(d) elk werk of elke dienst die deel uitmaakt van normale burgerplichten.

## Dwangarbeid in de geschiedenis

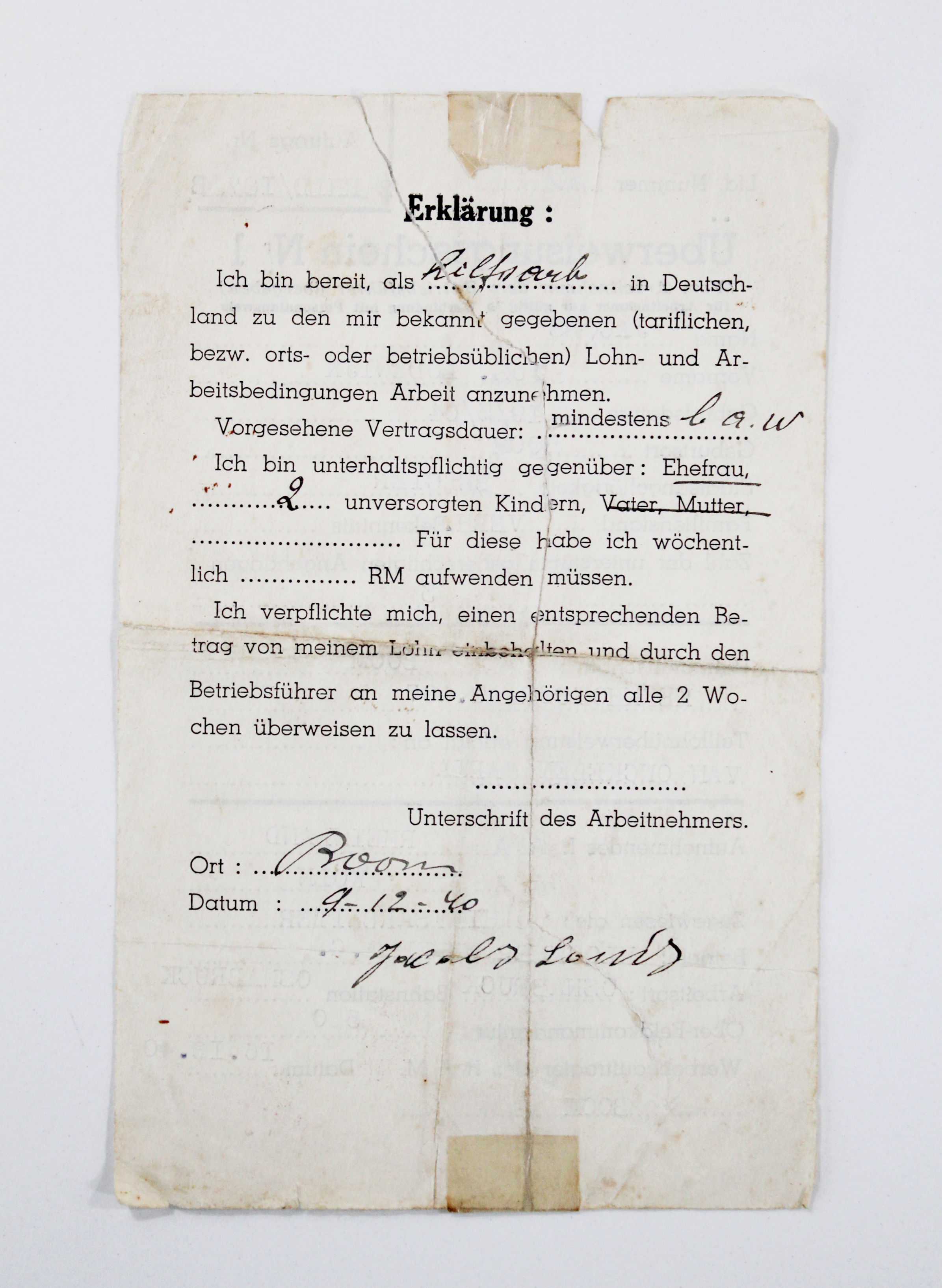
Verklaring van "vrijwillige" arbeid in Duitsland

### Nazi-Duitsland
Tijdens de Tweede Wereldoorlog werden in Nazi-Duitsland op grote schaal burgers uit bezette gebieden tot dwangarbeid gedwongen. Via de Arbeitseinsatz werden mensen gedwongen ingezet om de productie in Duitsland in landbouw en industrie op peil te houden toen een groot deel van de mannelijke bevolking van Duitsland werd ingezet als militair.

### Nederland
Ook in Nederland werden in de Tweede Wereldoorlog mensen tot dwangarbeid gedwongen. Arbeiders werden geronseld door arbeidsbureaus die de mensen op straffe van intrekken van de uitkering, in Duitsland vrijwillig lieten werken. Een brief van 25 juni 1940 van het Ministerie van Sociale Zaken aan de gemeentebesturen liet het volgende weten:
Het weigeren van werk in Duitsland heeft tot gevolg stopzetting van ondersteuning van plaatsing bij de werkverschaffing of van uitkering uit de werklozenkas.
Op 28 februari 1941 vaardigde de Nederlandse Rijkscommissaris Seyss-Inquart een verordening uit die de tewerkstelling van dwangarbeiders voor de Duitse oorlogsindustrie definitief regelde. Tussen 1939 en 1945 zijn 631.000 Nederlanders tewerkgesteld in Duitsland en in door Duitsers bezet gebied.
De grootste massale ronselactie van de Duitse bezetter vond plaats op 10 en 11 november 1944 in Rotterdam. Er werden 50.000 mannen onder bedreiging van geweld huis aan huis opgehaald. Bij verzet werd onder andere gedreigd huizen in brand te steken, hetgeen een enkele keer werd uitgevoerd. Bij de actie, waarbij 6000 Duitse militairen werden ingezet, werd ongeveer 80% van alle in Rotterdam aanwezige mannen opgepakt. De afvoer naar Duitsland werd uitgevoerd in afgesloten goederenwagons, rijnaken of te voet. De actie in Rotterdam was de laatste grootschalige operatie. Het aantal opgehaalde mannen in de volgende steden, waaronder Delft, was beperkt doordat de bevolking van het drama in Rotterdam had gehoord en veel mannen tijdig betere schuilplaatsen konden maken of elders konden onderduiken.
Hiermee mislukte het plan van de Duitse bezetter om alle resterende aanwezige mannen in het bezette gebied van Zuid-Holland en Utrecht af te voeren naar Duitsland. Het plan werd ingegeven door de angst van de Duitse bezetter om bij het naderen van de Britse troepen in de rug te worden verrast door gewapende verzetsacties. René J. Versluis heeft de razzia en de hierop volgende dwangarbeid beschreven in het boek In de Voetsporen van een Dwangarbeider, dat is gebaseerd op een oorlogsdagboek van zijn vader.
Ook buiten en na oorlogstijd kwam dwangarbeid voor, bijvoorbeeld dwangarbeid door minderjarige meisjes die tussen 1945 en 1978 zaten opgesloten in de gestichten van de Rooms-katholieke congregatie Zusters van de Goede Herder.

### Japan
Ook door Japan werd tijdens de Tweede Wereldoorlog op grote schaal dwangarbeid toegepast. Honderdduizenden Koreanen en een aantal Nederlanders uit Nederlands-Indië werden in Japanse mijnen en fabrieken tewerkgesteld, geallieerde krijgsgevangenen, geselecteerde burgers uit de interneringskampen en romoesja's werden ingezet bij de aanleg van de Birma-spoorlijn, en meisjes en vrouwen werden als troostmeisje gedwongen tot prostitutie. Ook werden de mannen als dwangarbeider ingezet voor het aanleggen van vliegvelden op Flores, op de Molukken en het werk in industrieën in Japan.

### Sovjet-Unie
Voornamelijk in de eerste helft van de 20e eeuw werden in de Sovjet-Unie miljoenen burgers tot dwangarbeid gedwongen. Hele volken werden gedeporteerd en ingezet bij grote projecten als het Witte Zeekanaal. Grote werkkampen (Goelags) waren er bij Magnitogorsk, Vorkoeta en in de beruchte regio Kolyma. Vele miljoenen kwamen hierbij om het leven; bij de aanleg van het Witte Zeekanaal alleen al ongeveer 100.000 mensen.

### Cambodja
Tijdens het bewind van de Rode Khmer onder Pol Pot in 1975-1979 werden Cambodjanen uit de steden naar werkkampen op het platteland gedeporteerd. Velen stierven hier door dwangarbeid, martelingen en executies. Het precieze aantal hiervan is niet bekend, mogelijk betreft het enkele miljoenen.

### Bolivia en Paraguay
De Guaraní en andere inheemse volken op het Gran Chaco-plateau van Bolivia en Paraguay zouden op grote schaal onderworpen zijn aan praktijken met dwangarbeid, discriminatie, extreme armoede en soms ook stelselmatig geweld, blijkens twee rapporten met betrekking tot beide landen van het permanente VN-forum UNPFII uit 2009.

### België
In België stond dwangarbeid tot 1996 in het strafwetboek en het militaire recht vermeld en werd ook toegepast. In dat jaar werd het samen met de doodstraf afgeschaft en vervangen door opsluiting van tien tot vijftien jaar, levenslange dwangarbeid werd vervangen door opsluiting van twintig tot dertig jaar.